# Messier 77
Messier 77 (M77 ili NGC 1068) je prečkasta spiralna galaksija koju je 1780. otkrio Pierre Méchain u zviježđu Kit. Méchain je svoje otkriće javio Charlesu Messieru koji je obavio promatranje M77 i unio je svoj katalog. Messier, a kasnije i William Herschel, opisali su galaksiju kao skup zvijezda omotan u maglicu. Tek je sredinom 19. stoljeća Lord Rosse otkrio pravu prirodu ovog objekta kada je otkrio spiralnu strukturu galaksije. 

## Svojstva
M77 je jedna od najsjajnijih galaktika u Messierovom katalogu. Razlog za veliki sjaj ove galaktike je aktivna jezgra. M77 je zapravo prototip Sayfertove galaksije. 
Udaljenost M77 je oko 47 milijuna ly, njene kutne dimenzije su 7'x6' što odgovara stvarnim dimenzijama od 90,000 ly. Masa galaktike je oko 1 bilijun sunčevih masa i time je podjednake mase kao Andromeda ali manje mase od našeg Mliječne staze. M77 pokazuje jasnu spiralnu strukturu sa širokim spiralnim krakovima i sjajnom jezgrom. Neobično je što se spiralni krakovi sastoje većinom od starijih, žutih zvijezda, a središte od mladih zvijezda.
U središtu M77 nalazi se izvor energije nevjerojatne snage. Izvor je toliko jak da tjera oblake prašine oko jezgre da se gibaju brzinama od nekoliko stotina kilometara u sekundi. U jezgri galaktike je otkriven jak izvor radiovalova nazvan Cetus A, poznat još i kao 3C 71. Istraživanja s teleskopima Hubble i Keck otkrila su snažan izvor zračenja s promjerom manjim do 12 ly, okružen s duguljasto strukturom dugom 100 ly (nakupina zvijezda ili prašine). Detaljna istraživanja radioteleskopima otkrila su disk materijala od 5 ly u promjeru kako kruži oko objekta. Istraživanja su potvrdila teoriju da se u središtu M77 nalazi mini kvazar. Vjeruje se da je masa središnjeg objekta oko 10 milijuna sunčevih masa. 
Oko središta M77 smjestila se regija u kojoj se intenzivno formiraju zvijezde. Vjeruje se da je to najsvjetlija takva regija u krugu od 100 milijuna godina svjetlosti.

## Amaterska promatranja
M77 može se lako uočiti već i 80 mm teleskopom. Njen prividni sjaj iznosi + 8.9 magnituda. Kod ove galaktike se posebno ističe sjajna jezgra. U 200 mm teleskopu moguće je vidjeti sjajnu jezgru okruženu tamnijim diskom. Jezgra galaktike je veoma svijetla, gotovo zvijezdolika.

## Vanjske poveznice
- Skica M77
- The Historically Corrected New General Catalogue @ NGC/IC Project
- SEDS: NGC 1068